# Catherine Morland

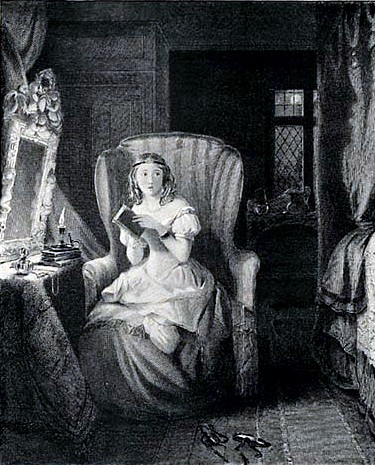
« Catherine Morland, cherchant à se faire peur en lisant Les Mystères d'Udolphe » à la faible lueur d'une chandelle (Northanger Abbey, 1833).

Catherine Morland est un personnage de fiction créé par la femme de lettres britannique Jane Austen. Elle est le protagoniste principal du roman L'Abbaye de Northanger, publié en 1818, après la mort de l'auteur, mais écrit avant 1803 sous le titre initial de Susan. Ce roman, parodie austenienne du roman gothique, attribue à Catherine Morland le rôle de l'héroïne persécutée par le « méchant » cruel et porteur de lourds secrets, qui contrarie ses amours avec celui qui la sauvera du malheur et de l'opprobre (Henry Tilney, dans le cas de L'Abbaye de Northanger).

## Présentation du personnage

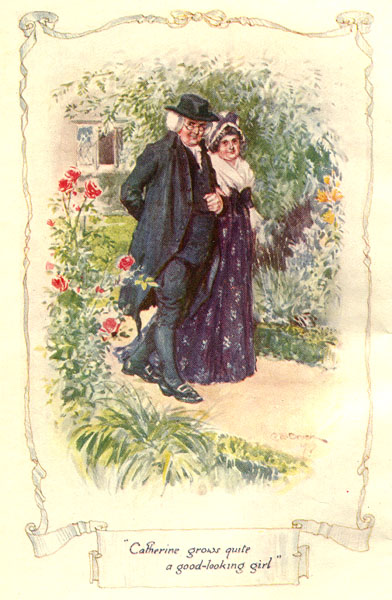
Lorsqu'elle atteint l'âge de 15 ans, les parents de Catherine Morland commencent à la trouver « presque jolie maintenant », ce qui sonne pour elle comme le plus doux des compliments.

L'héroïne de L'Abbaye de Northanger est une toute jeune fille de 17 ans, naïve et sans expérience de la société, lorsque commence le roman, en février 1798. C'est la quatrième d'une grande famille de dix enfants, composée de trois filles (dont elle est l'aînée) et de sept garçons. Leur père, le Révérend Richard Morland, a la charge des âmes du village de Fullerton, dans le Wiltshire.
Après une enfance où elle apparaît comme une sorte de garçon manqué un peu gauche - comportement bien excusable au demeurant,  vu le nombre considérable de ses frères - Catherine Morland, est devenue, entre 15 et 17 ans, « presque jolie », et son amour de la boue a fait place à une inclination pour les beaux atours. Elle est désormais prête à devenir l'héroïne du roman, ayant nourri son esprit de toutes les lectures propres à la préparer à cette haute destinée. Derrière la jeune fille naïve, ignorante du monde, mais à l'imagination débordante, Catherine Morland cache en effet une âme sincère et sans arrière-pensée, qui va la guider à travers les embûches du monde extérieur qu'elle va devoir affronter.

## Genèse du personnage

### Son nom
Le titre du roman, et le prénom de son héroïne, était initialement Susan, sans doute en hommage à la Susan Price du conte Simple Susan tiré du recueil de contes pour enfants de Maria Edgeworth, The Parent's Assistant. 
Mais on admet aujourd'hui que Jane Austen avait décidé d'abandonner ce titre dès 1809, à la suite de la parution d'un roman anonyme également titré Susan. On retrouve cependant une Susan Price dans un autre roman beaucoup plus tardif de Jane Austen, Mansfield Park, sous les traits de l'une des sœurs de l'héroïne, Fanny Price.

### Son rôle
Le rôle de Catherine dans le roman est directement issu du rôle traditionnel de l'héroïne dans les romans gothiques : jeune fille innocente persécutée par un homme cruel, comme l'est le Montoni des Mystères d'Udolphe d'Ann Radcliffe, elle trouve refuge dans une mystérieuse demeure gothique, accueillante le jour, mais pleine de périls inconnus la nuit. L'héroïne n'hésite pourtant pas à surmonter sa peur pour en parcourir les recoins obscurs et menaçants, à la recherche d'indices révélateurs sur le mystérieux passé des lieux et de leur propriétaire.

### Ses proches
Cependant l'intrigue dans laquelle évolue Catherine Morland doit beaucoup aux romans de Fanny Burney, une autre femme de lettres que Jane Austen admirait beaucoup. Et Camilla est certainement le roman de Fanny Burney auquel L'Abbaye de Northanger doit le plus.  
C'est tout d'abord Camilla Tyrold, l'héroïne du roman, qui prête beaucoup de ses traits à Catherine Morland. Comme Camilla est prise en charge par son oncle Sir Hugh Tyrold, Catherine est confiée aux bons soins de Mrs Allen, qui, elle non plus, ne sera guère présente ; et, comme pour Catherine, l'hypothèse qu'elle puisse être l'héritière de son protecteur lui vaut quelques ennuis dans la suite du roman. D'autre part, on retrouve également dans Camilla un mentor, comme l'est Henry Tilney pour Catherine, en la personne d'Edgar Mandelbert, et une belle jeune fille, Indiana, dont les défauts de caractère mettent en valeur les qualités de Camilla, comme ceux d'Isabella Thorpe soulignent celles de Catherine Morland.

## Évolution vers l'âge adulte

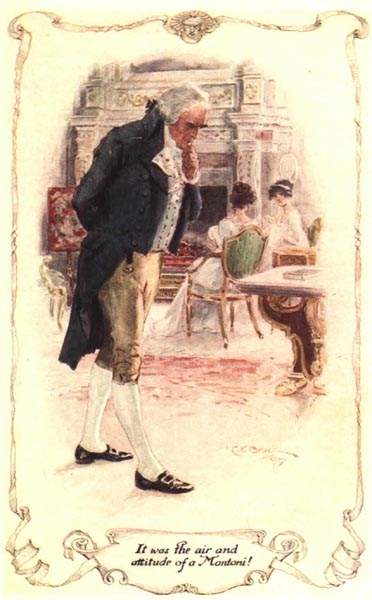
Trop imbue de la lecture d'Ann Radcliffe, Catherine Morland voit dans le général Tilney un nouveau Montoni (volume II, chapitre VIII).

Catherine Morland, adolescente romanesque, prompte à voir dans les personnages qu'elle rencontre le reflet des êtres de fiction qu'elle croise dans ses romans préférés, est cependant doté d'un certain bon sens, et plus encore d'une sincérité dénuée de toute arrière-pensée qui l'aideront à discerner le vrai du faux, et la réalité des sentiments de leur apparence trompeuse.
Cette prise de conscience ne se fait que progressivement, au travers de la prise de conscience de ses erreurs. Séduite tout d'abord par la vivacité et la connaissance du monde de son amie Isabelle, elle est vite rebutée par la goujaterie de son frère John lors de l'excursion manquée à Blaize Castle, et découvre juste ensuite, au cours de la promenade initiatique de Beechen Cliff, toute la profondeur de l'attachement qu'elle éprouve, non seulement pour Henry Tilney, mais aussi pour sa sœur Eleanor, si différente d'Isabella.
Plus tard, c'est l'imagination galopante dont elle fait preuve pour reconstituer « le crime » du général Tilney qui lui fait honte lorsqu'elle est confrontée à la mise au point un peu sèche dont la gratifie Henry Tilney. Elle se rend alors compte de la façon enfantine dont elle aime à laisser courir sa fantaisie, pour inventer un monde imaginaire à l'instar des romans dont elle est friande ; et ce faisant, prend conscience que la réalité est beaucoup plus complexe que la vision qu'en donnent les romanciers. Cependant la manière plus que cavalière dont le général la renvoie chez elle, seule et sans explication, un dimanche qui plus est, interdisant à Henry de la revoir, après avoir tout fait pour les rapprocher quand il la croyait riche, montre qu'elle ne s'est pas vraiment trompée sur l'absence de moralité de cet homme calculateur, dur et égoïste.

### Wikisource
- (fr) Les personnages de Jane Austen (1914)